# Lý Tầm Hoan
Lý Tầm Hoan (chữ Hán: 李尋歡) là một nhân vật nhân hư cấu trong bộ truyện Đa tình kiếm khách, vô tình kiếm của nhà văn Cổ Long. Trong tác phẩm, Lý Tầm Hoan là một hiệp khách lãng tử.

## Đặc điểm
Lý Tầm Hoan là nhân vật dưới ngòi bút của Cổ Long là một gã thanh niên học giỏi, từng đỗ Thám hoa, tinh thông võ nghệ nhất là tài phóng phi đao "không bao giờ trượt" (lệ bất hư phát) đã lấy mạng khá nhiều kẻ thù khiến cho các hảo thủ giang hồ có phần kiêng nể khi muốn giao chiến với chàng, Lý Tầm Hoan nổi tiếng trong giang hồ thành thạo về tửu và sắc. Tên thường gọi là Tiểu Lý Phi Đao.

## Thân thế
Lý Tầm Hoan là một nhân vật gặp phải nhiều đau khổ trong cuộc sống, bắt đầu bằng việc anh nhường người mình yêu là Lâm Thi Âm cho huynh đệ kết nghĩa Long Tiêu Vân, song chính điều này lại mang đến đau khổ cho cả ba người họ. Long Tiêu Vân vì hờn ghen mà sinh đố kị, rắp tâm hại Lý Tầm Hoan, Lâm Thi Âm vì yêu Lý Tầm Hoan mà không bước ra thế giới bên ngoài, còn Lý Tầm Hoan vì nhớ thương nàng mà làm bạn với rượu và bệnh lao.
Do là nhân vật được truyền tụng nhiều bậc nhất trong võ lâm với tài phi tiểu đao nhanh tới mức tuyệt đỉnh, những nhân vật có tiếng trong giang hồ liên tục truy đuổi và thách đấu với chàng. Nhưng bên cạnh đó, Lý Tầm Hoan cũng gặp nhiều bằng hữu tốt như A Phi, Tôn lão tiên sinh, Thiết Giáp Kim Cương Thiết Truyền Giáp, Quách Tung Dương... Họ cảm phục con người chàng, coi chàng là nhân vật võ lâm tuyệt vời nhất, có nhân cách cao cả nhất.
Sau khi thắng Thượng Quan Kim Hồng - địch thủ lớn nhất của chàng trong võ lâm, tình yêu của Lý Tầm Hoan đã hồi sinh với Tôn Tiểu Bạch - cháu gái Thiên Cơ lão nhân Tôn Bạch Phát, là một người con gái thông minh và quyết đoán. Chàng quyết sẽ cùng Tôn Tiểu Bạch uống rượu mừng ngay sau khi nàng hết tang người ông đáng kính của mình.